# Ralph Alpher
Ralph Asher Alpher (født 3. februar 1921, død 12. august 2007) var en fremtrædende kosmolog fra USA og en af ophavsmændene til Big Bang-teorien om universets udvikling.

## Barndom og uddannelse
Alpher var noget af et vidunderbarn. Som 16-årig blev han tilbudt et fuldt stipendium til at studere ved MIT, men tilbuddet blev trukket tilbage, ifølge Alphers overbevisning fordi han afslørede, at han var jøde. Han fik i stedet sin kandidatgrad fra George Washington University, hvor han mødte den fremtrædende russiske fysiker George Gamow, som derpå tog ham ind som studerende med henblik på hans erhvervelse af doktorgraden.

## Alpher-Bethe-Gamow teorien (Alpha-Beta-Gamma)
Alpher er bedst kendt for sammen med George Gamow at forudsige, at der efter Big Bang måtte være en tilbageværende kosmisk baggrundsstråling (CMB). Denne såkaldte Alpher-Bethe-Gamow teori, som han hjalp Gamow med at udvikle, offentliggjortes som en betydningsfuld afhandling i april 1948. Det menes, at Alpher bidrog afgørende med sine matematiske evner som støtte for Gamows teoretiske overvejelser. Alphers forsvar for sin doktorafhandling overværedes helt usædvanligt af de store, amerikanske nyhedsmedier og hundreder af interesserede tilhørere.
Hans Bethe havde bogstavelig talt ingen andel i teorien (skønt han senere arbejdede med relaterede emner). Hans navn blev tilføjet af spøgefuglen Gamow for at opnå ordspillet med de første tre bogstaver i det græske alfabet: "Alfa-Beta-Gamma". Desuden fremkom den første vigtige rapport over arbejdet i tidsskriftet Nature den 1. april 1948 (hvorfor den kunne opfattes som aprilsnar). Gamows humor kan have været årsag til, at Alphers kritiske rolle ved teoriens udarbejdelse er blevet overset, fordi andre videnskabsmænd ved læsningen fejlagtigt kan have antaget, at de primære bidragydere var Gamow og Bethe. 
Under og efter 2. verdenskrig arbejdede Alpher for U.S. Navy og Office of Scientific Research and Development, men på grund af den dermed forbundne hemmeligholdelse er hans bidrag som fysiker i denne periode kun lidt kendt. Han modtog imidlertid i december 1945 en udmærkelse ("the Naval Ordnance Development Award") for sit arbejde sammen med Dr. Merle Tuve under Sektion T (for Tuve) i Carnegie Institutes afdeling for jordmagnetisme i Washington D.C. Sektion T blev senere til "Laboratoriet for anvendt fysik" ved Johns Hopkins University, som var et af de første uafhængige laboratorier indenfor denne videnskabsgren.
Alpher var selv noget ambivalent omkring dette arbejdes natur og søgte i 1954 væk for at overtage en stilling i General Electrics forsknings- og udviklingscenter. Han arbejdede her de næste 30 år, men fortsatte med at offentliggøre betydningsfulde videnskabelige afhandlinger. 
Han modtog herfor "Distinguished Alumni Achievement Award" fra George Washington University i 1986. Alle hans udmærkelser skyldes hans arbejde om natten, mens han arbejdede for U.S. Navy og Johns Hopkins laboratoriet om dagen.  

## Union College
Fra 1987 til 2004 vendte han tilbage til forskning og undervisning som professor i fysik og astronomi ved Union College på Union Universitetet i Schenectady, New York. Dr. Alpher var i samme periode desuden direktør for Dudley Observatory. 
Han pensioneredes fra begge stillinger i 2004.
Alpher og Herman udgav i 2001 (posthumt for sidstnævntes vedkommende) deres egen beretning om deres arbejde inden for kosmologien under titlen: Genesis of the Big Bang (Oxford University Press). 
Ralph Alpher døde efter længere tids sygdom i en alder af 86 år den 12. august 2007. Hans helbred havde været dårligt efter et lårbensbrud, forårsaget af et fald i februar 2007. 

## Udmærkelser
Ralph A. Alpher og Robert Herman tildeltes Henry Draper-medaljen i 1993, og de modtog "Magellanic Premium"" fra American Philosophical Society i 1975, Georges Vanderlinden Physics prize fra det belgiske videnskabsakademi foruden betydningsfulde udmærkelser fra New York Academy of Sciences og Franklin Institute i Philadelphia, altså næsten enhver betydende professionel  anerkendelse bortset fra nobelprisen. Der er to gange uddelt nobelpriser i fysik for empirisk arbejde med relation til Big Bang: I 1978 til Arno Penzias og Robert Wilson og i 2006 til John Mather og George Smoot.
I 2005 modtog Alpher National Medal of Science, den højeste udmærkelse af denne art i USA. Dens begrundelse lød: "For sit enestående arbejde indenfor unprecedented nukleosyntese, for forudsigelsen om, at universets udvidelse efterlader baggrundsstråling og for at fremsætte modellen for Big Bang-teorien." Medaljen overraktes til hans søn, Dr. Victor S. Alpher, 27. juli 2007, da han var ude af stand til at rejse for selv at modtage den.  